# Ablis
Ablis – miejscowość i gmina we Francji, w regionie Île-de-France, w departamencie Yvelines.
Według danych na rok 1990 gminę zamieszkiwały 2033 osoby, a gęstość zaludnienia wynosiła 78 osób/km² (wśród 1287 gmin regionu Île-de-France Ablis plasuje się na 482. miejscu pod względem liczby ludności, natomiast pod względem powierzchni na miejscu 37.).

## Współpraca
- Wendelsheim, Niemcy